# Plusia barbara
Plusia barbara är en fjärilsart som beskrevs av W. Warren 1913. Plusia barbara ingår i släktet Plusia och familjen nattflyn. Inga underarter finns listade i Catalogue of Life.